# Aralia humilis
Aralia humilis är en araliaväxtart som beskrevs av Antonio José Cavanilles. Aralia humilis ingår i släktet Aralia och familjen Araliaceae. Inga underarter finns listade.